# Châlonvillars
Châlonvillars (dt. früher Kalonisberg) ist eine französische Gemeinde im Département Haute-Saône in der Region Bourgogne-Franche-Comté.

## Geographie
Châlonvillars liegt auf einer Höhe von 377 m über dem Meeresspiegel, etwa fünf Kilometer westlich der Stadt Belfort (Luftlinie). Das Dorf erstreckt sich im Westen der Burgundischen Pforte, in der Talmulde des Ruisseau de la Bénade, am Westfuß der Montagne de Salbert.
Die Fläche des 7,60 km² großen Gemeindegebiets umfasst einen Abschnitt im Bereich der Burgundischen Pforte. Der Hauptteil des Gebietes wird durch eine breite Mulde eingenommen, die auf durchschnittlich 380 m liegt. Sie wird durch den Dorfbach Ruisseau de la Bénade und die Douce nach Südosten zur Savoureuse entwässert. Außerhalb des Siedlungsgebietes wird die Senke überwiegend landwirtschaftlich genutzt. Im Tal der Douce verläuft der Canal de la Haute-Saône, ein Seitenast des Rhein-Rhône-Kanals. Ein breiter Sattel, der vom Wasserweg in einem Tunnel unterquert wird, leitet nach Nordwesten zum Einzugsgebiet der Lizaine über. Flankiert wird die Mulde von Châlonvillars im Osten von der Montagne de Salbert, wobei der Gemeindeboden nur bis an deren Fuß reicht. Nach Westen erstreckt sich das Areal bis auf den bewaldeten Höhenrücken der Brisée, auf der mit 493 m die höchste Erhebung von Châlonvillars erreicht wird. Das Gestein besteht hauptsächlich aus Buntsandstein.
Nachbargemeinden von Châlonvillars sind Frahier-et-Chatebier und Évette-Salbert im Norden, Essert im Osten, Buc und Mandrevillars im Süden sowie Chagey im Westen.

## Geschichte
Das Gemeindegebiet von Châlonvillars war schon in vorgeschichtlicher Zeit besiedelt. Im Mittelalter gehörte das Dorf zunächst der Herrschaft Passavant, die von der Abtei Lure abhängig war. 1283 gelangte Châlonvillars an die Grafen von Montbéliard; später wurde es von diesen der Herrschaft Héricourt unterstellt. Während des Dreißigjährigen Krieges wurde der Ort 1636 von schwedischen Truppen heimgesucht. Im Jahr 1748 gelangte Châlonvillars vertraglich endgültig an die französische Krone. Zu einer Gebietsveränderung kam es 1972, als Châlonvillars mit Mandrevillars zur Doppelgemeinde Châlonvillars-Mandrevillars fusionierte. 1988 wurde Mandrevillars jedoch wieder eine eigenständige Gemeinde. Seit 2001 ist Châlonvillars Mitglied des 20 Ortschaften umfassenden Gemeindeverbandes Communauté de communes du Pays d’Héricourt.

## Sehenswürdigkeiten

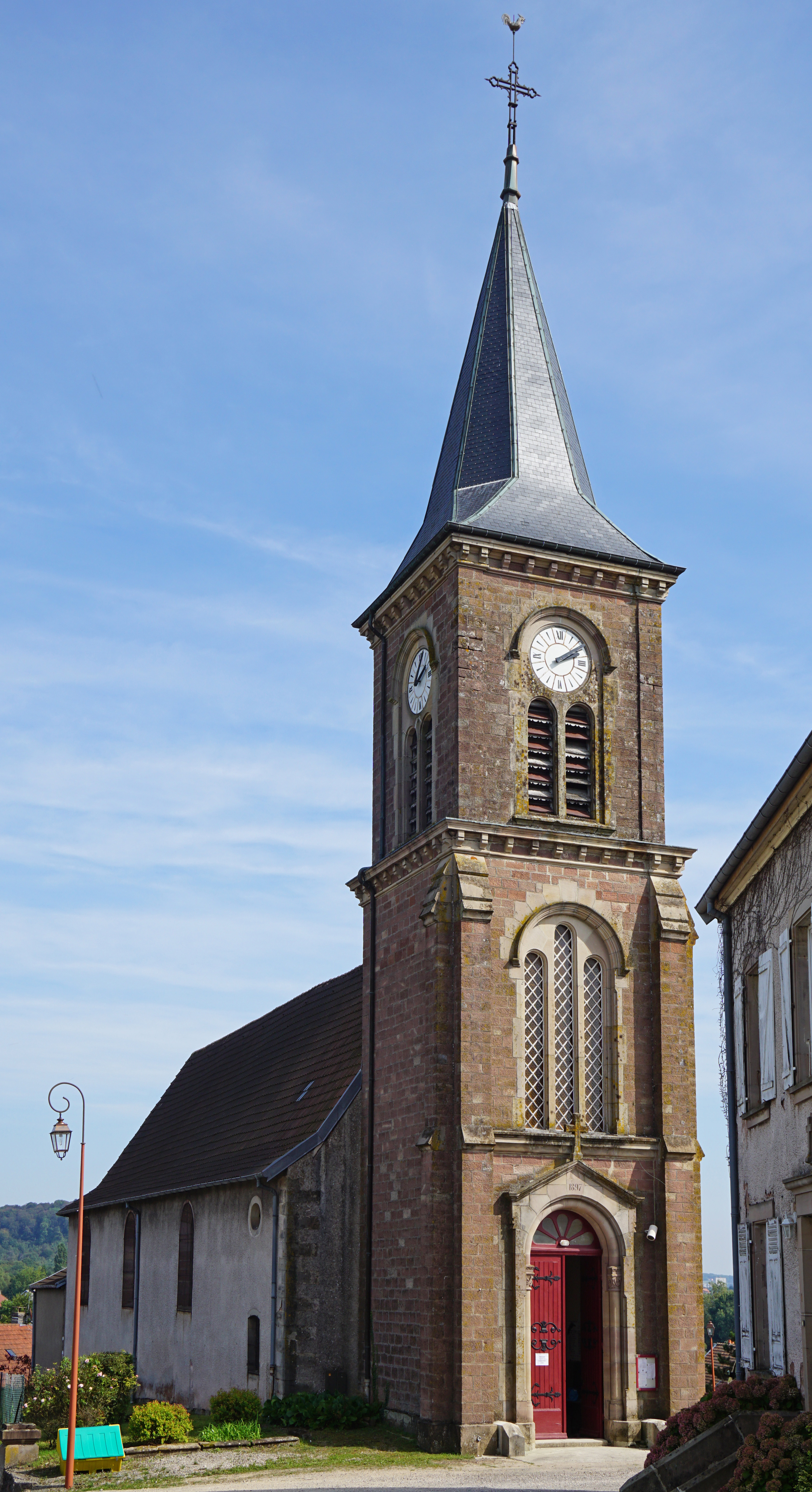
St. Radegund, Westseite

Die Kirche St. Radegund (Église Sainte-Radegonde) in Châlonvillars wurde im 18. Jahrhundert neu erbaut und besitzt eine bemerkenswerte Ausstattung, darunter Reliquien und die Statue Sainte-Radegonde aus dem 15. oder 16. Jahrhundert. Das älteste der sieben steinernen Wegkreuze, das Croix au Couperet, datiert von 1111.
Ebenfalls sehenswert ist das überdeckte Lavoir (ehemaliger Brunnen, Waschhaus und Viehtränke) von 1843.

## Bevölkerung
| Jahr                       | 1962 | 1968 | 1975 | 1982 | 1990 | 1999 | 2006 | 2017 |
| Einwohner                  | 606  | 545  | 834  | 1135 | 1066 | 1147 | 1235 | 1248 |
| Quellen: Cassini und INSEE |      |      |      |      |      |      |      |      |

Mit 1253 Einwohnern (1. Januar 2022) gehört Châlonvillars zu den kleineren Gemeinden des Départements Haute-Saône. Nachdem die Einwohnerzahl in der ersten Hälfte des 20. Jahrhunderts deutlich abgenommen hatte (1886 wurden noch 907 Personen gezählt), wurde seit Beginn der 1970er Jahre wieder ein kräftiges Bevölkerungswachstum verzeichnet. Seither hat sich die Einwohnerzahl mehr als verdoppelt. Heute gehört Châlonvillars zu den westlichen Agglomerationsgemeinden von Belfort.

## Wirtschaft und Infrastruktur
Châlonvillars war lange Zeit ein vorwiegend durch die Landwirtschaft (Ackerbau, Obstbau und Viehzucht) geprägtes Dorf. Daneben gibt es heute verschiedene Betriebe des lokalen Kleingewerbes sowie metallverarbeitende Industrie. Mittlerweile hat sich das Dorf auch zu einer Wohngemeinde gewandelt. Viele Erwerbstätige sind deshalb Wegpendler, die in den anderen Gemeinden der Agglomerationen Belfort und Montbéliard ihrer Arbeit nachgehen.
Die Ortschaft ist verkehrstechnisch gut erschlossen. Sie liegt nahe der Hauptstraße N19, die von Belfort nach Lure führt. Der nächste Anschluss an die Autobahn A36 befindet sich in einer Entfernung von ungefähr acht Kilometern. Weitere Straßenverbindungen bestehen mit Mandrevillars, Chagey, Chenebier und Évette-Salbert.